# Giovani Calciatori Vigevanesi 1929-1930
Questa pagina raccoglie i dati riguardanti la Giovani Calciatori Vigevanesi nelle competizioni ufficiali della stagione 1929-1930.

## Rosa
| N. |                   | Ruolo | Calciatore        |
| -- | ----------------- | ----- | ----------------- |
|    | Italia (bandiera) | A     | Piero Antona      |
|    | Italia (bandiera) | A     | Angelo Azzimonti  |
|    | Italia (bandiera) | C     | Primo Bay         |
|    | Italia (bandiera) | C     | Giovanni Biglieri |
|    | Italia (bandiera) | D     | Bricchetti        |
|    | Italia (bandiera) | C     | Pietro Buscaglia  |
|    | Italia (bandiera) | D     | Colombo           |
|    | Italia (bandiera) | D     | Antonio Da Sacco  |

| N. |                   | Ruolo | Calciatore          |
| -- | ----------------- | ----- | ------------------- |
|    | Italia (bandiera) | C     | Giacomo Giacometti  |
|    | Italia (bandiera) | P     | Giuseppe Giussani   |
|    | Italia (bandiera) | D     | Pietro Maestri      |
|    | Italia (bandiera) | D     | Giuseppe Masera     |
|    | Italia (bandiera) | A     | Felice Martinelli   |
|    | Italia (bandiera) | A     | Maurizio Monticelli |
|    | Italia (bandiera) | A     | Pietro Pazzi        |
|    | Italia (bandiera) | C     | Valentino Sala      |